# Sebastian (książę Luksemburga)
Sebastian, książę Luksemburga, właśc. Sébastien Henri Marie Guillaume (ur. 16 kwietnia 1992 w Luksemburgu) – piąte dziecko oraz czwarty syn wielkiego księcia Luksemburga Henryka i wielkiej księżnej Marii Teresy Mestre.
Jego rodzicami chrzestnymi są najstarszy brat Wilhelm i Astrid Koburg, księżniczka Belgii i arcyksiężna Austrii.
Zajmuje aktualnie dziesiąte miejsce w sukcesji do luksemburskiego tronu po swojej siostrzenicy – córce starszej o rok siostry Aleksandry – i przed stryjem, księciem Wilhelmem. Jego starszy brat Ludwik zrzekł się praw do tronu w imieniu swoim i swoich potomków, w momencie podjęcia decyzji o wzięciu ślubu morganatycznego.

## Młodość i edukacja
Urodził się 16 kwietnia 1992 roku w Szpitalu Położniczym im. Wielkiej Księżnej Szarlotty w Luksemburgu, jako najmłodsze dziecko Henryka z dynastii Burbonów i Marii Teresy, członkini kubańskiej burżuazji, której rodzina w momencie wybuchu rewolucji emigrowała do Nowego Jorku, a później kolejno do hiszpańskiego miasta Santander i do Genewy. Sebastian dzieli urodziny ze swoim ojcem, który przyszedł na świat dokładnie 37 lat wcześniej.
Sebastian studiował biznes międzynarodowy i marketing na Uniwersytecie Franciszkańskim w Steubenville w amerykańskim stanie Ohio, który ukończył w maju 2015 roku. W trakcie studiów był członkiem uczelnianego zespołu rugby i zdobywał liczne nagrody za sportowe zachowanie. Rok później rozpoczął 44-tygodniowy kurs oficerski w Royal Military Academy Sandhurst w Wielkiej Brytanii, który ukończył w sierpniu 2016 w stopniu podchorążego. Złożył również przysięgę oficerską w armii luksemburskiej. Obecnie służy w 1. batalionie Irish Guards, pułku piechoty British Army odpowiedzialnym za wsparcie administracyjne, zaopatrzeniowe i treningowe brytyjskich wojsk lądowych.
Z racji urodzenia jest kawalerem Orderu Domowego Nassauskiego Lwa Złotego oraz Orderu Zasługi Adolfa Nassauskiego. Jest również patronem Luksemburskiej Federacji Pływaków i Ratowników (fr. Fédération luxembourgeoise de natation et de sauvetage).